# Nowgorod (Schiff)
Die Nowgorod war ein Popowka und Panzerschiff aus dem 19. Jahrhundert. Das Schiff wurde durch seine von oben gesehen kreisrunde Rumpfform bekannt. Es ist eines von mehreren Rundschiffen (sogenannten „Popowka“), die in Folge des Krimkriegs in den 1870er Jahren gebaut wurden.

## Konstruktion

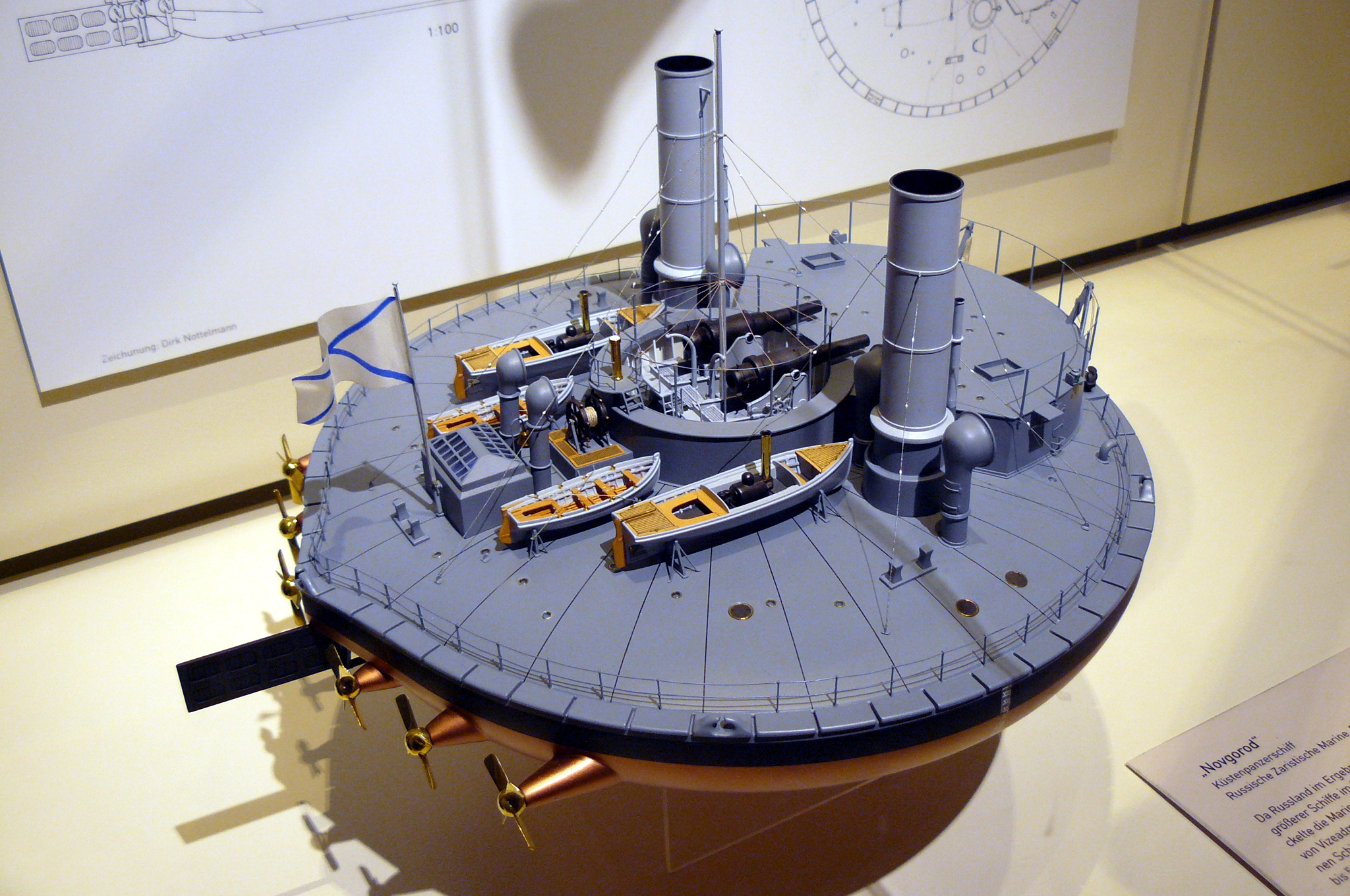
Modell des russischen Küstenverteidigungsschiffes Nowgorod

### Rumpf
Die Nowgorod wurde von Vizeadmiral Andrei Alexandrowitsch Popow entwickelt und in Auftrag gegeben. 1871 erfolgte die Kiellegung in Sankt Petersburg. Dort vorgefertigt, wurde sie in Nikolajew zusammengesetzt. Sie wurde auf zwölf Kielen aus Teakholz aufgezimmert, war mit einem Doppelboden versehen und erhielt an Rumpf, Geschützen und Schornsteinverankerung eine Panzerung aus Eisen. Als große Besonderheit war ihr Rumpf nicht wie üblich deutlich länger als breit, sondern kreisrund. Dies hatte zur Folge, dass die Länge von knapp 31 Metern gleichzeitig auch Breite und Durchmesser des Schiffes war. Abgesehen von den zwei Schornsteinen war die Nowgorod sehr flach konstruiert, weshalb das Wasser bei starker See oft das Deck überspülte. Zusätzlich war das Deck zur Mitte hin etwas abgerundet.

#### Positive Aspekte der Rumpfform
- Das Schiff konnte bei gleicher Verdrängung mit der runden Rumpfform mehr und schwerere Waffen tragen als bei einer konventionellen Rumpfform.
- Wie auch schon in Modellversuchen mit einem 7,5 m großen Modellrundboot erwiesen wurde, waren die Stabilität und das Schwingverhalten auch in schwerer See noch gut. Während einer Testfahrt wurden bei sechs Meter hohen Wellen Schlinger- und Rollwinkel von nur 7° gemessen.
- Da es in der Mitte des 19. Jahrhunderts die Idee gab, Kriegsschiffe kurz, aber breit zu bauen, um so die zu panzernde Seitenfläche zu verringern, entwickelte Popow diese extreme Umsetzung dieser Idee, um Panzerung zu sparen.
- Der Tiefgang des Schiffes sollte unter 4,3 Metern liegen. Diese Auflage wurde mit der Konstruktion erfüllt.

#### Negative Phänomene der Rumpfform
- Anders, als sich Popow vorgestellt hatte, ließ die Stabilität beim Abfeuern der schweren Geschütze zu wünschen übrig; das Ruder musste als Wasserbremse herhalten und es bestand sogar die Gefahr, dass die Nowgorod durch den Rückschlag eines Geschützes in Eigenrotation versetzt wurde.
- Durch den Wasserwiderstand, den der Bug erzeugte, und die große Breite des Rumpfes, war die Nowgorod mit 7 Knoten Höchstgeschwindigkeit sehr langsam und eigentlich ungeeignet für ihren Einsatzzweck an der Küste.
- Durch die sehr große Deckoberfläche und die mitteldicke Panzerung von 60 mm war sie anfällig für senkrechte Treffer von über weite Distanz geschossenen Salven.
- Großes Ärgernis war, dass die Nowgorod sehr schwer zu manövrieren, unbeweglich und schwerfällig war. Dazu kam, dass es durch den fehlenden Kiel schwierig war, eine gerade Strecke zu fahren, da das Schiff immer zum Ausscheren neigte.
- Der großflächige, gerade und glattverlaufende Rumpfboden hatte zur Folge, dass das Verhalten und die Kraftwirkung beim Aufschlagen des Vorderschiffs auf die Wellen (sog. „Slamming“) ungünstig waren und sich unangenehm bemerkbar machten.

### Antrieb
Die Nowgorod wurde von sechs Dampfmaschinen angetrieben, befeuert durch acht Kessel. An jede so genannte horizontale Verbundmaschine war eine Welle und ein Propeller montiert, d. h. man konnte eigenständig mit jeder Anlage fahren, da jede Maschine ihren eigenen Propeller hatte. Jede Dampfmaschine leistete ca. 560 PS, somit lag die Gesamtleistung etwa bei 3360 PS. Das Schiff  hatte hingegen nur ein Ruder. Es erreichte mit dieser Ausstattung eine Geschwindigkeit von 6,7 Knoten.

### Bewaffnung
Das Schiff war mit zwei Hinterlader-Hauptgeschützen Kaliber 27,9 cm, zwei 4-Pfündern Kaliber 8,6 cm als Nebengeschützen und sechzehn 3,7-cm-Kanonen ausgestattet. Die Hauptgeschütze waren mittig auf dem Hauptturm positioniert und unabhängig voneinander beweglich.

### Panzerung
An der Seite erhielt das Schiff einen Gürtelpanzer, die Geschütztürme und ihre Barbetten waren wie auch die Verankerung der Schornsteine gepanzert. Der 178 bis 229 mm starke Gürtelpanzer erstreckte sich von 457 mm oberhalb bis 1,4 m unterhalb der Wasserlinie. Die Barbetten waren 2,2 m hoch und hatten eine 229 mm dicke Panzerung. Das Deck erhielt durchgehend 60 mm starke Eisenplatten. Auch die Schornsteinsockel erhielten als sensible Punkte eine 115 mm starke Armierung.

## Einsatz
Die Nowgorod war als „Küsten-Verteidigungs-Panzerschiff“ vorgesehen, also zur Überwachung der Küsten. Eingesetzt wurde sie hauptsächlich in der Mündung des Dnepr in das Schwarze Meer, ihr Hafen war Nikolajew. Allerdings wurde sie in der russischen Flotte auch in den türkisch-russischen Kriegen eingesetzt. Sie diente während des Krieges von 1877 bis 1878 als Teil der Donauflottille. 1892 wurde sie, mittlerweile veraltet, zum reinen Küstenschutz abgestellt und diente als Versorgungsschiff. Die Ausmusterung erfolgte 1903. Kurz vor dem Ersten Weltkrieg wurde sie verschrottet.

## Sonstiges
- Die Nowgorod hatte auch ein weniger bekanntes größeres Schwesterschiff, die Kiew, später umbenannt in Vizeadmiral Popow.
- Auch eine Staatsjacht, die Liwadija, wurde nach dem Popowka-Prinzip gebaut.